# NASCAR Winston Cup 1981
De NASCAR Winston Cup 1981 was het 33e seizoen van het belangrijkste NASCAR kampioenschap dat in de Verenigde Staten gehouden wordt. Het seizoen startte op 11 januari met de Winston Western 500 en eindigde op 22 november met een tweede editie van de Winston Western 500. Darrell Waltrip won het kampioenschap voor de eerste keer in zijn carrière. De trofee rookie of the year werd uitgereikt aan Ron Bouchard.

## Races
Top drie resultaten, exhibitie- en kwalificatiewedstrijden staan niet vermeld.
| '  | Datum  | Race                    | Circuit                         | Winnaar         | Tweede          | Derde           |
| 1  | 11-jan | Winston Western 500     | Riverside International Raceway | Bobby Allison   | Terry Labonte   | Dale Earnhardt  |
| 2  | 15-feb | Daytona 500             | Daytona International Speedway  | Richard Petty   | Bobby Allison   | Ricky Rudd      |
| 3  | 22-feb | Richmond 400            | Richmond International Raceway  | Darrell Waltrip | Ricky Rudd      | Richard Petty   |
| 4  | 1-mrt  | Carolina 500            | North Carolina Speedway         | Darrell Waltrip | Cale Yarborough | Richard Petty   |
| 5  | 15-mrt | Coca-Cola 500           | Atlanta Motor Speedway          | Cale Yarborough | Harry Gant      | Dale Earnhardt  |
| 6  | 29-mrt | Valleydale 500          | Bristol Motor Speedway          | Darrell Waltrip | Ricky Rudd      | Bobby Allison   |
| 7  | 5-apr  | Northwestern Bank 400   | North Wilkesboro Speedway       | Richard Petty   | Bobby Allison   | Darrell Waltrip |
| 8  | 12-apr | CRC Chemicals Rebel 500 | Darlington Raceway              | Darrell Waltrip | Harry Gant      | Dave Marcis     |
| 9  | 26-apr | Virginia 500            | Martinsville Speedway           | Morgan Shepherd | Neil Bonnett    | Ricky Rudd      |
| 10 | 3-mei  | Winston 500             | Talladega Superspeedway         | Bobby Allison   | Buddy Baker     | Darrell Waltrip |
| 11 | 9-mei  | Melling Tool 420        | Music City Motorplex            | Benny Parsons   | Darrell Waltrip | Bobby Allison   |
| 12 | 17-mei | Mason-Dixon 500         | Dover International Speedway    | Jody Ridley     | Bobby Allison   | Dale Earnhardt  |
| 13 | 24-mei | World 600               | Charlotte Motor Speedway        | Bobby Allison   | Harry Gant      | Cale Yarborough |
| 14 | 7-jun  | Budweiser NASCAR 400    | Texas World Speedway            | Benny Parsons   | Dale Earnhardt  | Bobby Allison   |
| 15 | 14-jun | Warner W. Hodgdon 400   | Riverside International Raceway | Darrell Waltrip | Dale Earnhardt  | Richard Petty   |
| 16 | 21-jun | Gabriel 400             | Michigan International Speedway | Bobby Allison   | Harry Gant      | Benny Parsons   |
| 17 | 4-jul  | Firecracker 400         | Daytona International Speedway  | Cale Yarborough | Harry Gant      | Richard Petty   |
| 18 | 11-jul | Busch Nashville 420     | Music City Motorplex            | Darrell Waltrip | Bobby Allison   | Benny Parsons   |
| 19 | 26-jul | Mountain Dew 500        | Pocono Raceway                  | Darrell Waltrip | Richard Petty   | Benny Parsons   |
| 20 | 2-aug  | Talladega 500           | Talladega Superspeedway         | Ron Bouchard    | Darrell Waltrip | Terry Labonte   |
| 21 | 16-aug | Champion Spark Plug 400 | Michigan International Speedway | Richard Petty   | Darrell Waltrip | Ricky Rudd      |
| 22 | 22-aug | Busch 500               | Bristol Motor Speedway          | Darrell Waltrip | Ricky Rudd      | Terry Labonte   |
| 23 | 7-sep  | Southern 500            | Darlington Raceway              | Neil Bonnett    | Darrell Waltrip | Dave Marcis     |
| 24 | 13-sep | Wrangler Sanfor-Set 400 | Richmond International Raceway  | Benny Parsons   | Harry Gant      | Darrell Waltrip |
| 25 | 20-sep | CRC Chemicals 500       | Dover International Speedway    | Neil Bonnett    | Darrell Waltrip | Bobby Allison   |
| 26 | 27-sep | Old Dominion 500        | Martinsville Speedway           | Darrell Waltrip | Harry Gant      | Mark Martin     |
| 27 | 4-okt  | Holly Farms 400         | North Wilkesboro Speedway       | Darrell Waltrip | Bobby Allison   | Joe Millikan    |
| 28 | 11-okt | National 500            | Charlotte Motor Speedway        | Darrell Waltrip | Bobby Allison   | Ricky Rudd      |
| 29 | 1-nov  | American 500            | North Carolina Speedway         | Darrell Waltrip | Bobby Allison   | Harry Gant      |
| 30 | 8-nov  | Atlanta Journal 500     | Atlanta Motor Speedway          | Neil Bonnett    | Darrell Waltrip | Cale Yarborough |
| 31 | 22-nov | Winston Western 500     | Riverside International Raceway | Bobby Allison   | Joe Ruttman     | Terry Labonte   |

## Eindstand - Top 10
| 1  | Darrell Waltrip | 4880 |
| 2  | Bobby Allison   | 4827 |
| 3  | Harry Gant      | 4213 |
| 4  | Terry Labonte   | 4052 |
| 5  | Jody Ridley     | 4002 |
| 6  | Ricky Rudd      | 3991 |
| 7  | Dale Earnhardt  | 3978 |
| 8  | Richard Petty   | 3882 |
| 9  | Dave Marcis     | 3510 |
| 10 | Benny Parsons   | 3452 |